# Damian de Allende

a Compétitions nationales et continentales officielles uniquement.

b Matchs officiels uniquement.
Dernière mise à jour le 16 août 2025.
Damian de Allende, né le 25 novembre 1991 au Cap (Afrique du Sud), est un joueur international sud-africain de rugby à XV jouant au poste de centre pour les Saitama Wild Knights en League One.
Il remporte la Coupe du monde à deux reprises en 2019 et en 2023.

## Biographie

### Jeunesse et formation
Damian de Allende grandit dans une famille d'origine espagnole. Durant son adolescence, il ne se distingue pas suffisamment aux yeux des recruteurs pour obtenir de grandes opportunités de jeu. Il ne fait partie d'aucune sélection d'Afrique du Sud en jeunes. Après le lycée, il ne trouve une place que dans l'académie de rugby d'un club de second rang, le Hamilton RFC (en). Finalement approché par l'Université du Cap, qui lui propose de participer à la Varsity Cup (en), il décide de briser son contrat afin de pouvoir jouer dans cette compétition universitaire. Cette décision nécessite un gros effort financier de sa famille, dont les revenus sont modestes, mais elle lui permet de réellement lancer sa carrière en le faisant remarquer par des équipes de haut niveau. 

## Carrière

### En club
Damian De Allende réalise ses débuts professionnels avec la Western Province lors de la Vodacom Cup 2012, en faisant trois apparitions et un essai. Il est ensuite sélectionné dans l'équipe qui dispute la Currie Cup 2012.
Il fait ses débuts en Super Rugby en 2013 avec la franchise des Stormers,.
En août 2013, il prolonge de deux saisons avec la Western Province et les Stormers. Il prolonge de nouveau en juillet 2017, ce qui le lie jusqu'à la fin de saison 2019.
Après la Coupe du monde 2015, il part au Japon disputer la Top League avec les Kintetsu Liners. Il subit une grave blessure à la cheville, et peine à retourner son niveau. Il renonce donc à retourner jouer la saison suivante pour se reposer.
Après la victoire à la Coupe du monde 2019, il rejoint l'équipe japonaise des Panasonic Wild Knights pour disputer la saison 2020 de Top League. Il ne dispute que cinq matchs, la saison étant interrompue puis annulé après six journées en raison de la pandémie de Covid-19.
Le 5 novembre 2019, De Allende s'engage pour deux saisons avec le Munster en Pro14 à partir de la saison 2020-2021. Il y retrouve l'ancien entraîneur de l'attaque des Springboks, Johann van Graan, et signe en compagnie de son coéquipier champion du monde RG Snyman. En raison de l'annulation du championnat japonais, il rejoint l'Irlande dès mai 2020 et dispute trois matchs de la saison 2019-2020, décalée en été en raison de la pandémie.
Il fait ses débuts avec le Munster lors d'une défaite 27-25 face au Leinster le 22 août 2020 , puis inscrit son premier essai lors de la victoire 52-3 contre les Zebre lors de la huitième journée de la saison 2020-2021, le 30 novembre 2020. Il joue son premier match de Coupe d'Europe lors de la première journée face aux Harlequins, le 13 décembre 2020. De Allende est nommé dans la Dream Team Pro14 2020-2021 dès sa première saison complète avec le Munster.
Le 29 mars 2022, De Allende annonce quitter le Munster et l'Europe à la fin de la saison 2021-2022. Le 1er juillet 2022, les Saitama Wild Knights (anciennement Panasonic Wild Knights) annonce le retour du joueur sous leurs couleurs.

### En équipe nationale
En mai 2014, De Allende fait partie des huit novices convoqué au camp d'entraînement des Springboks avant la série de test-matchs de l'été 2014. Cependant, il subit une blessure au ligament du genou qui l'empêche de faire ses débuts.
Il est de nouveau convoqué en équipe nationale pour disputer le Rugby Championship 2014. Il est titulaire pour le match d'ouverture contre l'Argentine à Pretoria, le 16 août 2014.
Le 8 octobre 2017, lors du Rugby Championship 2017, De Allende reçoit un carton rouge controversé seulement treize minutes après son entrée en jeu à la 75e minute de la défaite 25-24 face à la Nouvelle-Zélande lors du dernier match du tournoi pour un coup sur Lima Sopoaga. Il n'est finalement pas suspendu, car la SANZAAR déclare qu'il n'aurait pas dû recevoir de carton rouge.
De Allende est sélectionné par Rassie Erasmus pour la Coupe du monde de rugby 2019. L'Afrique du Sud remporte le titre mondial, battant l'Angleterre en finale.
De Allende est titulaire lors des trois test-matchs face aux Lions britannique et irlandais pour la tournée 2021. Glanant sa cinquantième sélection sous le maillot des Springboks lors du troisième match qui offre la victoire à l'Afrique du Sud dans la série,. Il reçoit de nombreuses éloges pour ses performances et son importance dans le jeu de son équipe,.

## Statistiques
Au 29 octobre 2023, Damian de Allende compte 78 sélections avec l'Afrique du Sud. Il inscrit 55 points, 11 essais. Il obtient sa première sélection avec les Springboks le 16 août 2014 à Pretoria contre l'Argentine.
Il participe à huit éditions du Rugby Championship, en 2014, 2015, 2016, 2017, 2018, 2019, 2021 et 2022.
Il participe à deux édition de la Coupe du monde. En 2015, participant à six rencontres, face aux Samoa, l'Écosse, les États-Unis, le pays de Galles, la Nouvelle-Zélande et l'Argentine. Puis en 2019, participant à sept rencontres, face à la Nouvelle-Zélande, à la Namibie, à l'Italie, au Canada, au Japon, au pays de Galles et l'Angleterre.

## Palmarès

### En club
- Vainqueur de la Currie Cup en 2014 et 2017 avec la Western Province.
- Finaliste de la Currie Cup en 2013 avec la Western Province.

### En équipe nationale
- Vainqueur du Rugby Championship en 2019 et 2024.
- Vainqueur de la Coupe du monde en 2019 et 2023.